# In the Ghetto
«In the Ghetto» («En el gueto») es una canción escrita por Mac Davis, originalmente titulada «The vicious circle» («El círculo vicioso»), y popularizada en 1969 por Elvis Presley que la incluyó en el álbum From Elvis in Memphis. 
Esta popular canción que describe el problema de la pobreza y el vandalismo en la ciudad de Chicago,  ha sido versionada por muchos otros artistas, entre los que se encuentran The Cranberries, Dolly Parton, Nick Cave and the Bad Seeds, Mica Paris o El Príncipe Gitano en español Marco T. También fue versionada por Lisa Marie Presley, hija de Elvis y Priscila, quien la cantó junto a su padre con el fin de recaudar dinero para la Fundación Presley. 
La versión de Presley se convirtió en un éxito a nivel mundial logrando alcanzar el puesto # 1 en varias listas de éxitos a nivel mundial al igual que ingresó en los primeros puestos en varias más. En 1992 el sencillo In The Ghetto / Any Day Now fue certificado como disco de platino por la RIAA. 

## Historia
La letra de la canción, escrita por el compositor y cantante de música country Mac Davis, cuenta la historia de un joven de raza negra que crece en el gueto en Chicago, y que un día muere a causa de un disparo. La versión grabada por Presley se toca en la tonalidad de si bemol. "In the Ghetto" fue grabado el 20 de enero de 1968 en el American Sound Studio de Memphis, Tennessee. Fue la primera sesión de grabación creativa de Presley desde Elvis '68 Comeback Special. Otros éxitos grabados en esa sesión fueron "Suspicious Minds", "Kentucky Rain" y "Don't Cry Daddy".
La canción fue el primer éxito Top 10 de Presley en los Estados Unidos en cuatro años, alcanzando el número 3 de la lista Billboard Hot 100 y permaneciendo en la lista durante 13 semanas. Fue también número 2 en Canadá y Reino Unido. Alcanzó el número 1 en Alemania Occidental, Irlanda, Noruega, Australia y Nueva Zelanda.
Como un gran éxito internacional, Presley lo incluyó en su lista de canciones durante su regreso a las presentaciones en vivo en el Hotel Internacional de Las Vegas en 1969. Fue un elemento básico de sus espectáculos en las dos primeras temporadas. El 13 de agosto de 1970, la interpretó en la cena espectáculo a beneficio de las cámaras de Metro-Goldwyn-Mayer que filmaban el documental Elvis: That's the Way It Is. Esta versión comenzó sin pausa al final de otro éxito de 1969, "Don't Cry Daddy".

## Lírica
La canción habla acerca de que en una mañana fría en Chicago, nace un niño pobre en un Ghetto y su madre se siente apenada porque sabe que será otra boca que no podrá ser alimentada y eso es algo que ella precisamente no necesita. A la vez la canción hace un llamado a la reflexión acerca de la indiferencia de las otras personas con respecto a brindar solidaridad para con esos niños, que crecerán y se convertirán en jóvenes agresivos algún día, lo cual en definitiva es lo que termina ocurriendo al protagonista hipotético el cual se cría en las calles aprendiendo a robar y a pelear. El agresivo joven compra finalmente un arma, roba un auto y trata de huir pero es abatido. Y mientras el joven muere, como un círculo vicioso otro niño nace en el Ghetto en iguales condiciones de indigencia. 

| As the snow flies On a cold and gray Chicago mornin' A poor little baby child is born In the ghettoAnd his mama cries 'cause if there's one thing that she don't need it's another hungry mouth to feed In the ghetto | Mientras cae la nieve En una fría y gris mañana de Chicago Un pequeño y pobre bebé nace en el GhettoY su mamá llora Porque si hay una cosa que ella no necesita es otra boca hambrienta que alimentar en el Ghetto |

## En la cultura popular
En la serie televisiva ALF, en el episodio # 6 de la segunda temporada, titulado "Some Enchanted Evening" durante una fiesta de disfraces, ALF realiza una imitación de Elvis e interpreta para un grupo de invitados el tema In the Ghetto.  En la sitcom ALF se declara un fanático de Elvis.

## Criticas
El periodista Marcelo Gobello autor del libro "Rock en el cielo" escribió respecto a Elvis en el mismo "Nuevas grabaciones de calidad como Suspicious Minds, In The Ghetto y Burning Love le devuelven los primeros puestos de los charts. Como un campeón mundial que recupera su cetro Elvis vuelve a sacudir el mundo de la música nuevamente y elige Las Vegas como punto de partida de su reconquista".

## Listas
| Listas (1969)                                | Posición alcanzada |
| -------------------------------------------- | ------------------ |
| Alemania Offizielle Deutsche Charts)         | 1                  |
| Australia Goset                              | 1                  |
| Ö3 Austria Top 40                            | 16                 |
| Bélgica Ultratop Flandes                     | 1                  |
| Bélgica Ultratop Valonia                     | 2                  |
| Canada                                       | 1                  |
| Francia                                      | 9                  |
| Holanda Dutch Top 40                         | 4                  |
| Holanda Europarade                           | 1                  |
| Irlanda Eire                                 | 1                  |
| Noruega VG-lista                             | 1                  |
| Nueva Zelanda Listener                       | 1                  |
| Nueva Zelanda Official Aotearoa Music Charts | 1                  |
| Suiza Hitparade                              | 2                  |
| UK Official Charts                           | 2                  |
| US Billboard                                 | 3                  |
| US Cash Box                                  | 29                 |
| Keener                                       | 2                  |
| RYM                                          | 15                 |